# Robin Teppich
Robin Teppich (* 3. März 1989 in Berlin) ist ein ehemaliger deutscher Handballtrainer und Handballspieler.
Teppichs Handballkarriere begann 2002 beim PSV Tegel in Berlin. Im Juli 2005 wechselte der Linksaußen zum VfL Gummersbach.
Zunächst besuchte er als Perspektivspieler das Handballinternat in Gummersbach. Seit 2007 gehörte Robin Teppich zum Bundesligakader des VfL Gummersbach. Er gewann 2009 mit dem VfL den EHF-Pokal, sowie 2010 und 2011 den Europapokal der Pokalsieger. 2011 wechselte er zum Bergischen HC, kehrte aber bereits nach einer Saison zum VfL Gummersbach zurück. In der Saison 2013/14 lief er für die zweite Mannschaft des VfL Gummersbach auf. Anschließend beendete er seine Karriere. Zwischen 2014 und 2016 lief er unregelmäßig für den Oberligisten TV Strombach auf.
In der Saison 2016/17 war Teppich als Trainer für die Damenmannschaft des TV Strombach in der Oberliga verantwortlich.
Teppich absolvierte im Anschluss ein Bachelor- und Masterstudium an der Deutschen Sporthochschule Köln.